# 延納
延納（えんのう）とは、期限に遅れて納めること、若しくは、納期の延長を認めること。特に納税に関する期限延長をいう。

## 所得税における延納
所得税法131条において、例外的に認められている国税の納税方法の一つ。
所得税（復興特別所得税を含む）については、2回にわけて納税することができる。確定申告書の延納の届出欄に記載し、納期限まで（振替納税の場合は振替日）に納付すべき税額の2分の1以上を納付すれば、残りの税額は5月31日まで延長することができる。延納期間中には利子税がかかるが、事業から生じる所得にかかるものは，延滞税とは異なり必要経費にすることができる。

## 相続税・贈与税における延納
相続税法38条において、例外的に認められている国税の納税方法の一つ。
相続税や贈与税の納付は金銭の一括納付が原則だが、これを一括で支払うことが困難な場合には、税金の分割払いが認められる。
納税者の相続税額又は贈与税額が10万円を超え、納期限までに金銭で納付することを困難とする事由があるときは、その納付を困難とする金額を限度として、申請書を提出し担保を提供することにより、5年（不動産等の割合が50％以上のときは最高20年）以内の年賦で納めることができる。延納期間中には利子税がかかる。
相続税には納税方法の例外として、延納制度の外に物納制度が存在するが、贈与税には物納は認められない。